# ATP13A2
La probable ATPasa 13A2 transportadora de cationes es una enzima que en los humanos está codificada por el gen ATP13A2 que participa en el transporte de cationes de metales de transición divalentes.    Parece proteger a las células de la toxicidad delmanganeso  y del zinc,  posiblemente provocando eflujo celular y/o secuestro lisosomal; y de la toxicidad del hierro, posiblemente al preservar la integridad de los lisosomas contra la peroxidación lipídica inducida por el hierro.  Sin embargo, potencia los efectos tóxicos del cadmio y el níquel en las neuritas en desarrollo  y del herbicida ampliamente utilizado paraquat  posiblemente al aumentar la absorción de poliaminas. 
La deficiencia se asocia con paraplejía espástica y síndrome de Kufor-Rakeb, en el que hay parkinsonismo progresivo con demencia. 

## Otras lecturas
- Hampshire DJ, Roberts E, Crow Y, Bond J, Mubaidin A, Wriekat AL, Al-Din A, Woods CG (October 2001). «Kufor-Rakeb syndrome, pallido-pyramidal degeneration with supranuclear upgaze paresis and dementia, maps to 1p36». Journal of Medical Genetics 38 (10): 680-2. PMC 1734748. PMID 11584046. doi:10.1136/jmg.38.10.680.
- Di Fonzo A, Chien HF, Socal M, Giraudo S, Tassorelli C, Iliceto G, Fabbrini G, Marconi R, Fincati E, Abbruzzese G, Marini P, Squitieri F, Horstink MW, Montagna P, Libera AD, Stocchi F, Goldwurm S, Ferreira JJ, Meco G, Martignoni E, Lopiano L, Jardim LB, Oostra BA, Barbosa ER, Bonifati V (May 2007). «ATP13A2 missense mutations in juvenile parkinsonism and young onset Parkinson disease». Neurology 68 (19): 1557-62. PMID 17485642. S2CID 24070567. doi:10.1212/01.wnl.0000260963.08711.08.

- Datos: Q18037150